# Paraclius difficilis
Paraclius difficilis är en tvåvingeart som beskrevs av Becker 1922. Paraclius difficilis ingår i släktet Paraclius och familjen styltflugor. Inga underarter finns listade i Catalogue of Life.